# Palácio Augustano
Palácio Augustano (em latim: Domus Augustana/Augustiana), também conhecido como Palácio do Augusto, Palácio do Imperador, Casa Augustana, Casa Augustiana, Casa do Augusto ou Casa do Imperador, era a parte privada do Palácio de Domiciano no monte Palatino. Foi a a segunda a ser construída e corresponde à metade leste do complexo. A outra metade, um pouco mais antiga, é ocupada pelo Palácio Flávio (em latim: Domus Flavia), a área pública dedicada às funções oficiais do imperador. No extremo leste está o Estádio Palatino.

## História
O enorme complexo ocupou toda a parte central do Palatino no final do século I, substituindo edifícios muito antigos, da época da República Romana até Nero. Os trabalhos foram dirigidos pelo arquiteto Rabírio e iniciaram-se pouco depois de 81 d.C. (ano da ascensão de Domiciano) e foram concluídos em 92. O complexo foi descoberto e escavado no século XVIII, um evento que rapidamente levou a um sistemático saque das antiguidades do local que comprometeram irremediavelmente o edifício.
Na Antiguidade, costumava-se chamar de Palácio Augustano todo o complexo dos palácios imperiais de Roma, com exceção do Palácio Tiberiano (Domus Tiberiana).

## Descrição
O Palácio Augustano, em relação ao Palácio Flávio, é muito mais desenvolvida e articulada longitudinalmente. A fronteira entre as duas partes do complexo não muito destacada e já se propôs que apenas a porção sul do Palácio Augustano, a que ladeia o Circo Máximo, seria a residência privada do imperador enquanto que o resto seriam salas de recepção. Apoiando esta tese, há ainda a clara divisão desta porção meridional do resto e a possibilidade de que esta parte do complexo tenha sido construída depois, pelas mãos de outro arquiteto diferente de Rábiro.
A parte setentrional é a mais danificada e aparentemente estava organizada em torno de um grande peristilo, alinhado horizontalmente com o do Palácio Flávio e decorado no centro por um tanque ornamental. Neste estava uma espécie de templo insular, acessível apenas por uma pequena ponte, provavelmente um templo de Minerva, a quem Domiciano era particularmente devoto.
Os ambientes mais ao norte estão de tal forma arruinados que dificultam a reconstrução da planta. Possivelmente havia ali um terceiro peristilo.
A parte meridional, pelo contrário, está relativamente melhor conservada e foi construída num terraço no piso térreo que está num nível muito mais baixo que o resto do edifício, o resultado de obras para regularizar o declive da colina no local. No piso inferior está um pátio quadrado, originalmente circundado por um pórtico de dois andares. No centro, está uma grande fonte decorada com um motivo que lembra o escudo das amazonas. Tanto para o norte quanto para o oeste estão alguns ambientes residenciais, enquanto que para o sul se abre uma grande êxedra semicircular, cuja parte externa é parte da fachada do palácio de frente para o Circo Máximo. No lado norte do pátio estão duas grandes salas octogonais, cobertas por abóbadas de claustro e com as paredes com nichos alternadamente semicirculares e retangulares. Entre estas duas salas está um ambiente de planta quadrada com êxedras semicirculares aos lados e um nicho retangular no fundo. Os sucessivos ambientes posteriores a este foram escavados diretamente na rocha. Sempre a partir do pátio, do lado ocidental, se chega a uma sala que se inclina sobre o mesmo pátio e está flanqueada por duas piscinas com ninfeus no centro. À esquerda, uma escada de dois lances leva ao piso superior.
As salas do segundo andar, das quais se conhece somente a planta, não são particularmente amplas e apresentam uma planta bastante complexa: é provável que fosse ali a morada do imperador.
Um diminuto edifício, fechado ao público, situada a oeste da êxedra da fachada da Palácio Augustano e da época domiciana é chamado de Pedagógio.

## Galeria

Imagens do palácio
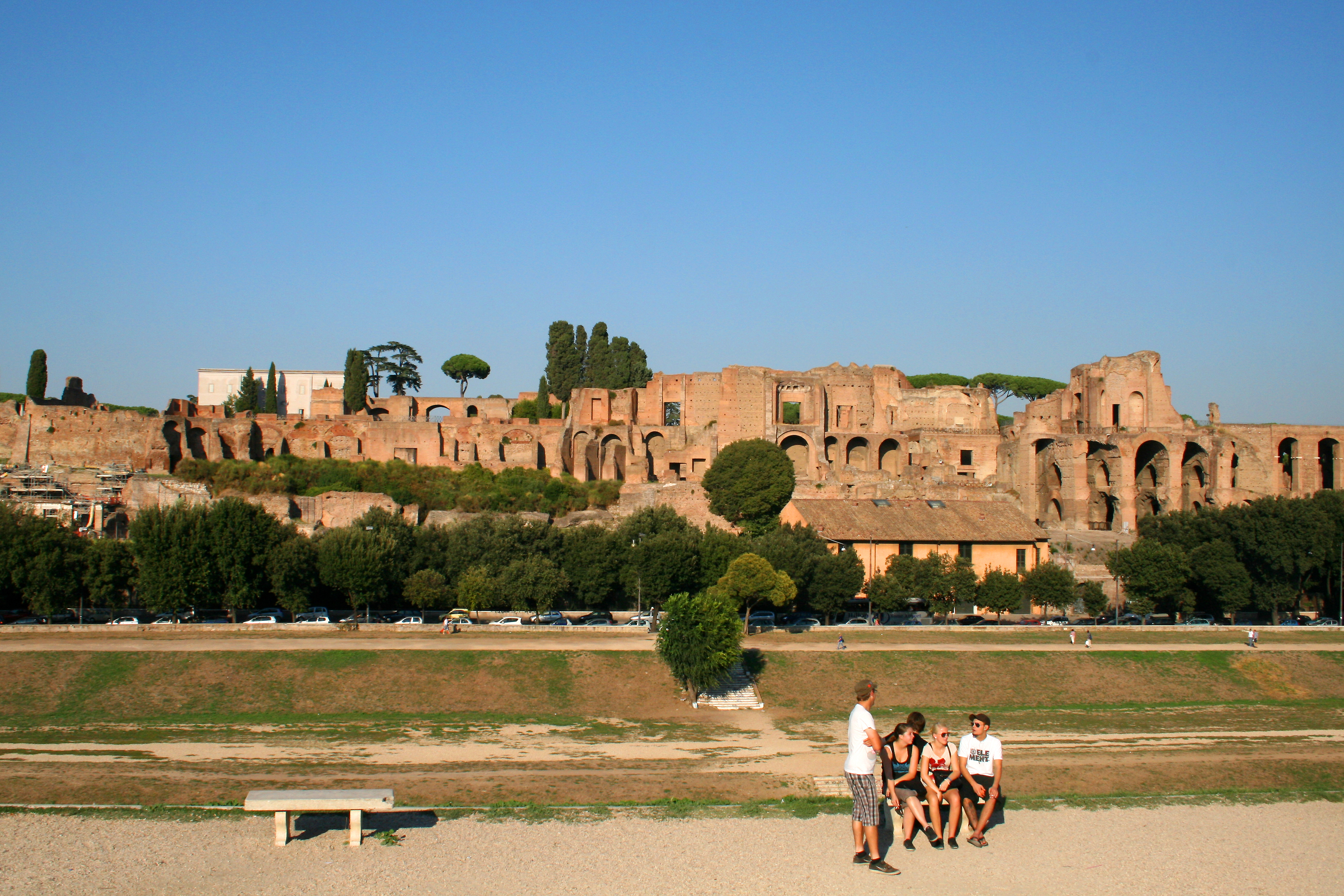
Vista a partir do Circo Máximo.
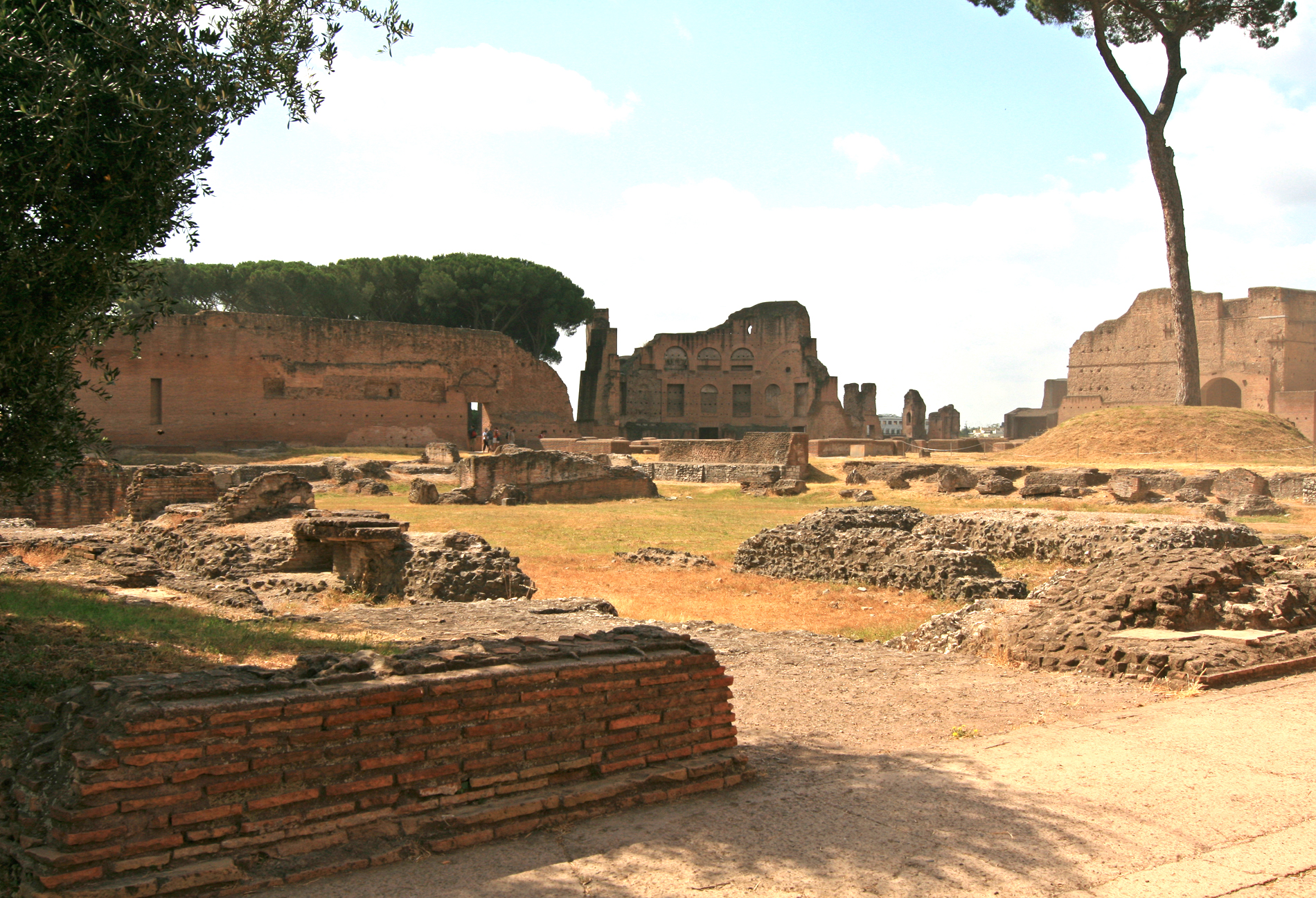
O imenso espaço na parte norte.
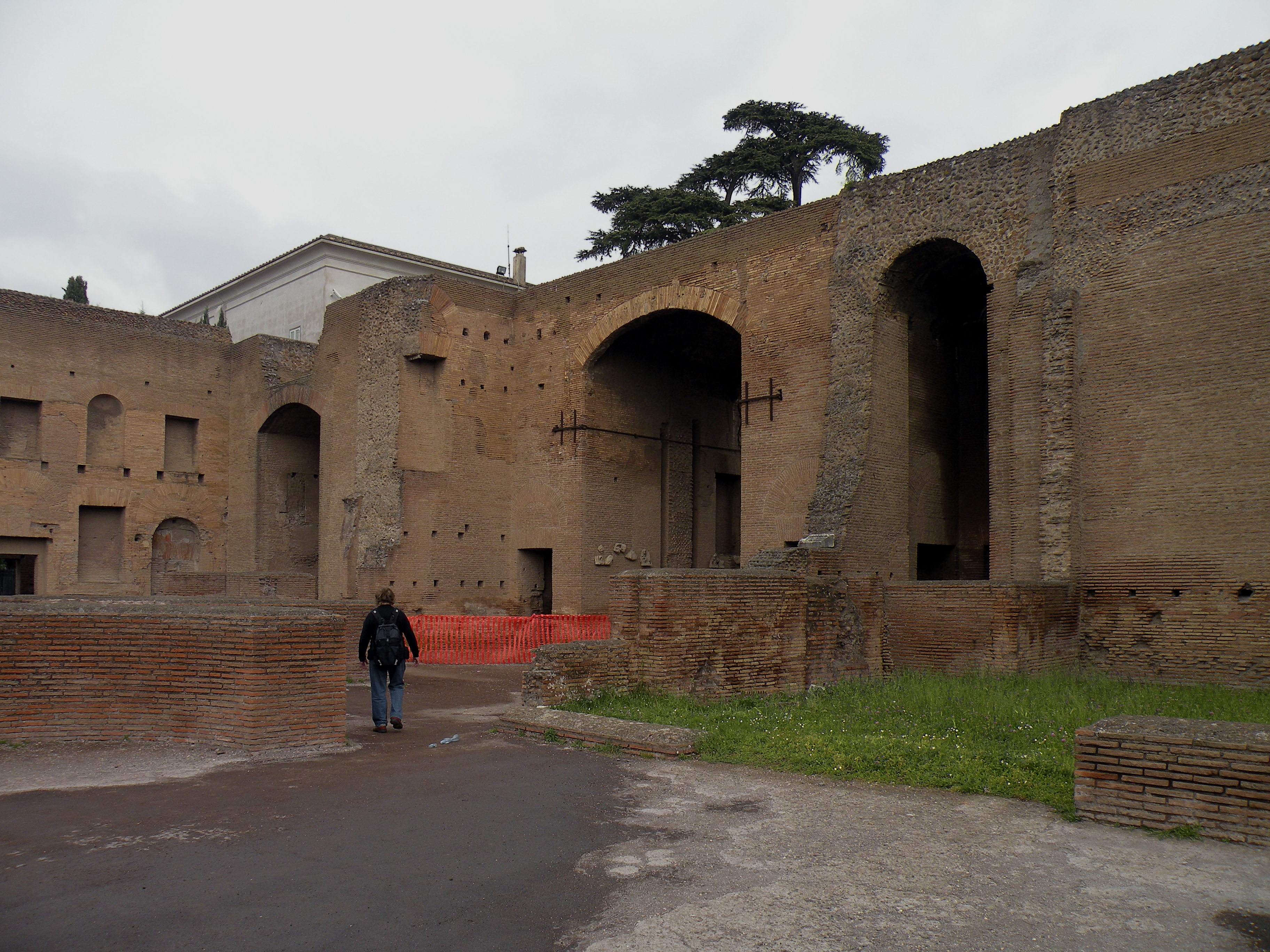
Os grandes arcos de tijolo preservados.
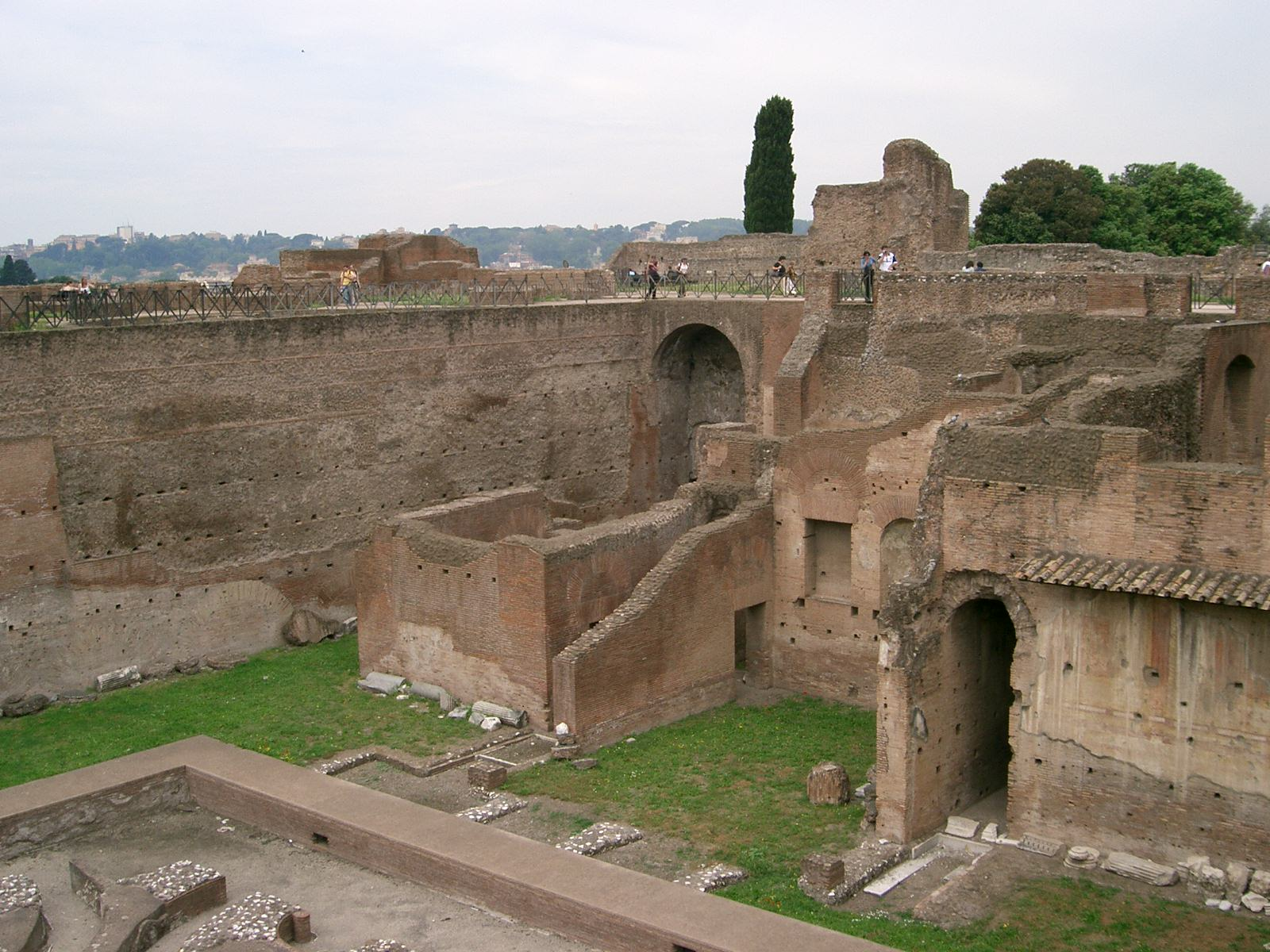
Vista do interior, perto da...
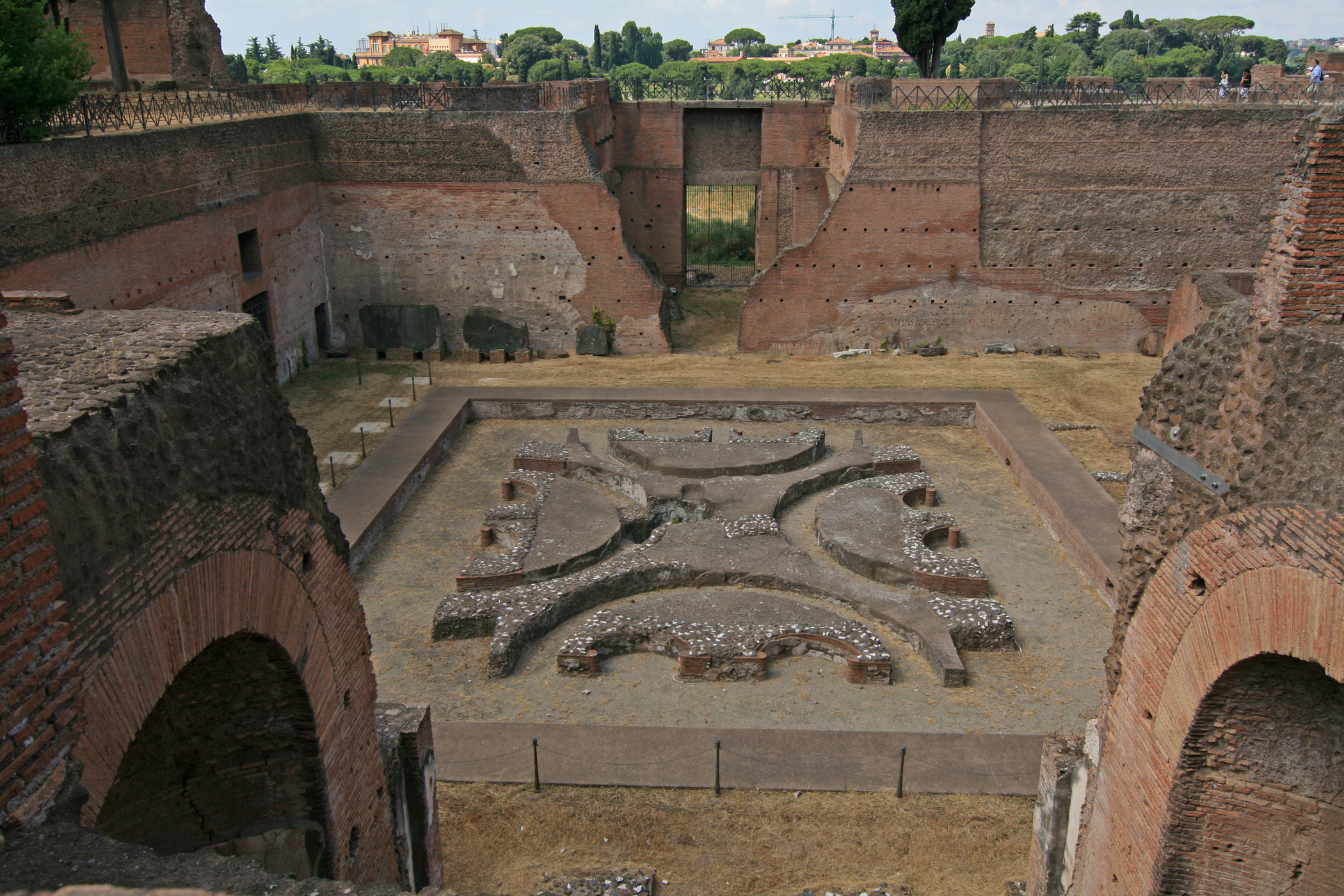
...fonte no centro do complexo.